# James Montgomery Flagg
James Montgomery Flagg (Pelham Manor, 18 giugno 1877 – New York, 27 maggio 1960) è stato un pubblicitario, illustratore e cineasta statunitense.

Lo Zio Sam proposto da James Montgomery Flagg nel 1917, e ispirato al manifesto di Alfred Leete del 1914.

James Montgomery Flagg. Un manifesto propagandistico del 1917 contro l'Isolazionismo.

È stato uno dei più prolifici cartellonisti pubblicitari della prima guerra mondiale. Noto soprattutto per il manifesto di chiamata alle armi dell'esercito americano raffigurante lo Zio Sam (ispirato all'opera del britannico Alfred Leete). Tale manifesto fu stampato in oltre cinque milioni di copie all'epoca, e ristampato successivamente in occasione della seconda guerra mondiale, diventando uno dei manifesti più diffusi nella storia della pubblicità. Noto è anche il suo libro ''Why they married'', che compare tra le mani di un avvenente ragazza in In the park, un celebre film del 1915 di Charlie Chaplin.

## Biografia
Flagg nasce nel 1877 nella cittadina di Pelham Manor, Contea di Westchester, stato di New York. Già all'età di 12 anni vede pubblicato un suo disegno sulla rivista per bambini St. Nicholas, e all'età di 15 è uno dei collaboratori delle riviste Life e Judge. Dal 1894 al 1898 studia all'Art Students League di New York, e dal 1898 al 1900 è in Europa a studiare pittura alla Hubert Herkomer School di Londra e successivamente a Parigi, per poi fare ritorno in patria agli inizi del nuovo secolo. Nell'anno 1900 pubblica il suo primo libro (Yankee Girls Abroad) e riprende la sua collaborazione con Life e Judge, alle quali si aggiunge anche la rivista Harper's Weekly. Illustra vari libri, e tra il 1905 e il 1925 arriverà a contare oltre una quarantina di titoli.
Artista dotato di una certa abilità nel realizzare rapidamente ed efficacemente il proprio lavoro, viene ingaggiato dallo stato americano per la propaganda bellica della prima guerra mondiale, disegnando per esso circa una cinquantina di manifesti. Nel 1917 realizza la celeberrima litografia dello Zio Sam che guarda dritto negli occhi il proprio destinatario, indicandolo e intimandogli «Voglio te». Tale idea era in verità ripresa da un altrettanto celebre manifesto inglese di Alfred Leete del 1914. Il manifesto di Flagg ebbe una tiratura di circa cinque milioni di copie e fu ristampato in occasione dello scoppio della seconda guerra mondiale. All'epoca divenne la réclame più diffusa della storia.
Il periodo della prima guerra mondiale rappresenterà per Flagg la fase di massimo fulgore della propria carriera. Dopo la Grande Guerra la sua produzione artistica si concentra sull'illustrazione, e pubblica i propri lavori su periodici quali Cosmopolitan, Photoplay, McClure's, The Saturday Evening Post, Redbook, Collier's Weekly, Woman's Home Companion, Ladies' Home Journal, The American Weekly e molti altri. Realizza anche tavole per alcuni libri. James Montgomery Flagg muore nella città di New York nel 1960, all'età di 82 anni.
Se da un lato Flagg divenne l'artista "ufficiale" della propria nazione, e si sposò prima nel 1899 con Nellie McCormick, poi rimase vedovo nel 1923, poi si risposò nel 1925 con la sua modella Dorothy Virginia Wadman ed ebbe una figlia da quest'ultima, dall'altro ebbe la fama di essere un bohémien. Fu amico dell'attore John Barrymore, del pittore Walter Appleton Clark, dei fumettisti Ham Fisher e Rube Goldberg, dell'illustratore Dean Cornwell, del ritrattista Everett Raymond Kinstler, e del grafico Charles Dana Gibson. Nel 1906 è stato tra i fondatori del Dutch Treat Club (del quale sarà presidente nel 1913), un'associazione di creativi "scellerati". È stato inoltre membro della Society of Illustrators, del Lotos Club, del Players Club e dell'Artists and Writers Club.
Ha scritto poesie per le riviste con le quali collaborava solitamente in qualità di illustratore (in particolare per Life and Judge). Nel 1946 ha pubblicato anche un'autobiografia dal titolo Roses and Buckshot. Ha scritto per il cinema (in particolare sono da menzionare i soggetti per alcune pellicole propagandistiche della Croce Rossa e dei Marines) e ha recitato in alcuni film muti. Le sue opere sono state esposte all'Art Institute di Chicago, al National Academy of Design di New York e in altri musei. È entrato a far parte della Society of Illustrators Hall of Fame nel 1980.

## Filmografia
L'opera di James Montgomery Flagg, in qualità di cineasta, è la seguente:

### Attore
- The Screen Fan (1918)
- The Superstitious Girl (1918)
- The Artist's Model (1918)
- The Matinee Girl (1918)
- The Spoiled Girl (1918)
- The Man-Eater (1918)
- The Stenog (1918)
- The Art Bug (1918)
- The Good Sport (1918) – Gil Faraday
- The Lonesome Girl (1918)
- Tell That to the Marines (1918)
- Perfectly Fiendish Flanagan; or, The Hart of the Dreadful West (1918) – Cameo Role
- One Every Minute (1919)
- The Con in Economy (1919)

### Regista
- Independence, B'Gosh (1918)
- Beresford and the Baboons (1919)
- The Last Bottle (1919)
- Pride and Po'k Chops (1920)

### Sceneggiatore
- The Adventures of Kitty Cobb (1914) (libro)
- Miss Sticky-Moufie-Kiss (1915) (storia)
- Is Christmas a Bore? (1915) (storia)
- His Wife Knew About It (1916) (scenario)
- Romance in Brass Tacks (1918) (sceneggiatore)
- It's Greek to Us (1918) (sceneggiatore)
- Hick Manhattan, regia di Martin Justice - sceneggiatore (1918)
- The Screen Fan (1918) (sceneggiatore)
- The Bride, regia di Jack Eaton - sceneggiatore (1918)
- The Superstitious Girl (1918) (sceneggiatore)
- The Artist's Model (1918) (sceneggiatore)
- The Matinee Girl (1918) (sceneggiatore)
- The Spoiled Girl (1918) (sceneggiatore)
- The Man-Eater (1918) (sceneggiatore)
- The Stenog (1918) (sceneggiatore)
- The Art Bug (1918) (sceneggiatore)
- The Good Sport (1918) (sceneggiatore)
- The Spirit of the Red Cross (1918) (sceneggiatore)
- The Starter (1918) (sceneggiatore)
- The Lonesome Girl (1918) (sceneggiatore)
- Tell That to the Marines (1918) (sceneggiatore)
- Independence, B'Gosh (1918) (sceneggiatore)
- Perfectly Fiendish Flanagan; or, The Hart of the Dreadful West (1918) (sceneggiatore)
- Welcome Little Stranger (1919) (storia)
- One Every Minute (1919) (sceneggiatore)
- Impropaganda (1919) (sceneggiatore)
- Beresford and the Baboons (1919) (sceneggiatore)
- The Last Bottle (1919) (sceneggiatore)
- The Con in Economy (1919) (storia)
- The Immovable Guest (1919) (storia)
- Oh, Judge! How Could You? (1919) (storia)

### Produttore
- Tell That to the Marines (1918) (produttore)
- Pride and Po'k Chops (1920) (produttore)